# Amazing Things
Amazing Things er det ottende studiealbum fra den skotske keltiske rockband Runrig. Det blev udgivet i 1993.
Det blev rangeret som det tredjebedste album i 1990'erne af musikanmelderen Glenn McDonald i The War Against Silence, som kaldte det "Det mest livsbekræftende album, der nogensinde er lavet. Muligvis det mest livsbekræftende kunstværk der nogensinde er lavet."
Coveret har et billede af Hugh MacDiarmid Memorial nær Langholm i Skotland skabt af skulptøren Jake Harvey.

## Spor
1. "Amazing Things" - 4:18
2. "Wonderful" - 4:11
3. "The Greatest Flame" - 5:04
4. "Move a Mountain" - 5:13
5. "Pòg Aon Oidhche Earraich" (A Kiss One Spring Evening) - 3:38
6. "Dream Fields" - 5:54
7. "Song of the Earth" - 4:52
8. "Forever Eyes of Blue" - 4:09
9. "Sràidean na Roinn-Eòrpa" (Streets of Europe) - 5:24
10. "Canada" - 5:12
11. "Àrd" (High) - 6:00
12. "On the Edge" - 3:53

## Personel
- Iain Bayne: trommer, percussion
- Malcolm Jones: guitar, banjo, mandolin, harmonika, sækkepibe, basguitar, baggrundvokal
- Calum Macdonald: percussion
- Rory Macdonald: vokal, basguitar
- Donnie Munro: Forsanger
- Peter Wishart: keyboard